# Amy Rose
Amy Rose (japanisch: エミー・ローズ Hepburn: Emī Rōzu) ist ein fiktives, rosa Igelmädchen aus dem Sonic-Universum des Videospielherstellers Sega.
Amy Rose debütierte 1992 im japan-exklusiven Manga namens Sonic the Hedgehog, ehe sie in Sonic the Hedgehog CD (1993) erstmals in einem Videospiel auftrat. Sie fällt seither vor allen Dingen durch ihre starke Zuneigung zu Sonic auf, die von diesem jedoch nicht erwidert wird, bezeichnet sich aber dennoch als Sonics Freundin. Für Sonic Adventure (1998) wurde Amys Aussehen neugestaltet und seitdem beibehalten.
Sie taucht in einer Vielzahl von Sonic-Spielen auf und ist neben Sonic, Dr. Eggman, Tails und Knuckles einer der bekanntesten Charaktere der Serie.

## Entstehung und Name
Der erste Entwurf von Amy für den japan-exklusiven Manga Sonic the Hedgehog entstammte von Naoto Ōshima, ehe die Figur von Kazuyuki Hoshino finalisiert wurde. Das eigentliche Ziel war es, eine Freundin für Sonic zu entwerfen, welche sich wie ein Pendant von Minnie Maus für Micky Maus anfühlen sollte. Man entschied sich aufgrund Sonics Persönlichkeit jedoch dazu, dass es sich um eine einseitige Verliebtheit handele. Obwohl sie im Manga eigentlich die Freundin des schüchternen Igels namens Nicky war, himmelte sie auch dort schon Sonic an und wünschte sich, dass sich Nicky mehr verhielte wie Sonic. Auch wurde im Manga lange nur ihr Vorname Amy genannt, erst nach ihrem Auftritt im Videospiel Sonic the Hedgehog CD (1993), in dem sie Sonic auf den Little Planet folgte und von Metal Sonic entführt wurde, wurde auch ihr voller Name Amy Rose bekannt, der dann im Anschluss auch im Manga, im Bessatsu CoroCoro Comic Special, Erwähnung fand.
Da der Name Amy in Japan eine stärkere Assoziation zum Manga hatte, erwähnte man in der japanischen Bedienungsanleitung zu Sonic the Hedgehog CD zusätzlich den Nicknamen Rosy the Rascal, der jedoch keinen Anklang fand. In den westlichen Veröffentlichungen des Spiels und auch in Sonic Drift (1994) sowie Sonic Drift Racing (1995) wurde nur der Name Amy Rose genannt, während im Arcade-Kampfspiel Sonic the Fighters (1996) dann einmalig der Name Rosy the Rascal verwendet wurde, was jedoch eher zu Irritationen führte. Anschließend nutzte man nur noch ausschließlich den Namen Amy Rose. Amy tauchte in keiner frühen TV-Serie auf, dafür aber in fast allen Sonic-Comicserien, wie die amerikanischen Archie-Comics oder dem europäischen Sonic the Comic.
Für Sonic Adventure (1998) wurde Amy Rose von Yuji Uekawa überarbeitet, dabei erhielt sie eine neue Frisur und neue Kleidung, zudem wurden ihre Charakterzüge selbstbewusster. In den Jahren 2008 und 2009 tauchte in der Sonic-Comicserie von Archie ein Amy-Ebenbild in ihrer früheren Gestalt namens Rosy the Rascal auf, welche rücksichtslos sowie brutal vorging und daher auch als Anti-Amy bezeichnet wurde. Dies geschah offensichtlich, um Amys Charakter weiter von dem Namen Rosy the Rascal abzugrenzen.

## Aussehen

### Klassische Amy
Die ursprüngliche Amy ist ein Igel-Mädchen mit einem rosa Körper und drei großen rosa Stacheln, die wie Sonics Stacheln nach hinten abstehen, sowie drei rosa Haarsträhnen, die nach vorne gerichtet sind. Neben einem beigefarbenen Maul und Armen hat sie eine schwarze Augenfarbe, eine kleine schwarze Nase und auffällige Wimpern. Die klassische Amy trägt weiße Handschuhe, ein grünes Kleid mit weißen Akzenten, einen orangefarbenen Rock mit großen Rüschen, ein rotes Haarband und weiße Schuhe mit orangefarbenen Schnürsenkeln.
Dieser Look ist neben den Debüts in den Mangas und Comics auch in den Videospielen Sonic the Hedgehog CD (1993), Sonic Drift (1994), Sonic the Hedgehog’s Gameworld (1994), Sonic Drift Racing (1995), Knuckles’ Chaotix (1995), Sonic the Fighters (1996) und Sonic R (1997) vertreten. Abgesehen von den Neuveröffentlichungen dieser Spiele und dem Abbild Rosy the Rascal in den Archie-Comics, tauchte die klassische Amy wieder in der Animationskurzserie Sonic Mania Adventures auf, welche die Veröffentlichung von Sonic Mania Plus (2018) bewarb. Auch die Collection Sonic Origins (2022) verfügte über neue, animierte Zwischensequenzen, in der Amy in ihrer klassischen Erscheinung vertreten war. Auch in Sonic Origins Plus (2023) und Sonic Superstars (2023) war Amy mit ihrem klassischen Aussehen ein spielbarer Charakter.

### Moderne Amy
Die moderne Amy, wie sie seit Sonic Adventure (1998) zu sehen ist, ist ein Igel-Mädchen mit einem rosa Körper und mehreren rosa Stacheln, die wie eine schulterlange Frisur nach unten fallen, sowie drei rosa Haarsträhnen, die nach vorne gerichtet sind. Neben einem beigefarbenen Maul und Armen hat sie eine grüne Augenfarbe, eine kleine schwarze Nase und auffällige Wimpern. Die moderne Amy trägt weiße Handschuhe mit goldenem Handgelenkschmuck, ein großes, rotes Kleid mit weißen Akzenten, ein rotes Haarband und rot-weiße Schuhe.
Dieses Aussehen behält Amy seither zumeist bei. Ausnahmen sind Auftritte wie in Sonic Riders: Zero Gravity (2008) oder in den Spielen der Olympischen Spiele, wo Amy oftmals sportlicher gekleidet ist. Auch im Sonic Boom-Universum trägt Amy leicht andere Kleidung, wie rosa Schuhe, ein anderes rosa Kleid und lila Kniestrümpfe. Doch in Spielen der Hauptserie, wie zuletzt in Sonic Frontiers (2022) oder in der Animationsserie Sonic Prime (2022–2024), behält Amy den seit 1998 gewohnten Look bei.

## Charakter
Vom Charakter ist Amy energiegeladen, optimistisch, freundlich, sehr hilfsbereit und aufgeschlossen, aber auch mutig und furchtlos. Ihr eindeutigstes Erkennungsmerkmal ist ihre Liebe bzw. Vernarrtheit in Sonic, schon allein weil sie seinen freien Lebensstil bewundert und ihre Abenteuerlust von ihm geweckt wird. Daher ließ Dr. Eggman sie in Sonic the Hedgehog CD (1993) von Metal Sonic entführen, um Sonic zu ihm zu locken. Doch nachdem Sonic daraufhin Amy schließlich rettete, fachte das ihre Liebe zu ihm noch weiter an, auch wenn Sonic ihre Zuneigung nicht erwiderte. Später zeigte Amy eine nahezu fanatische Besessenheit von Sonic, bedrängte ihn mit Hochzeitsplänen und rannte ihm häufiger lauthals nach. Dabei ist unklar, ob Sonic wirklich keine vergleichbaren Gefühle für Amy hat oder diese nur verbirgt. In Sonic the Hedgehog (2006) kann sich der Spieler bei der „Prüfung des Herzens“ für Sonics wahren Gefühle entweder für Amy oder für Prinzessin Elise entscheiden. In späteren Auftritten bekam Amy ihre Gefühle besser in den Griff und handelte deutlich ruhiger und rationaler, womit sie tieferen Kontakt zu Sonic aufbauen konnte als zuvor.
Amy zeigt sich feminin, liebt Shopping, Mode und Wahrsagerei durch Kartenlegen. In der Regel ist Amy freundlich, kann aber auch gegebenenfalls relativ schnell wütend oder traurig werden. Sie hat selbst ein reines Herz und will in jedem nur das Gute sehen, so kommt sie mit fast allen anderen Charakteren klar, selbst als sich Shadow the Hedgehog in Sonic Adventure 2 (2001) gegen die Helden wendet, gelingt es Amy, Shadow zu bekehren und davon zu überzeugen, Sonic und den anderen in der Not beizustehen. Auch dem plötzlich auftauchenden Silver the Hedgehog steht sie in Sonic the Hedgehog (2006) hilfsbereit zur Seite und für jüngere Charaktere wie Cream the Rabbit oder Sticks the Badger zeigt sich Amy besonders fürsorglich als gute Freundin. Obwohl ihre größte Abneigung wohl Dr. Eggman und Metal Sonic gilt, so verhilft sie diesen beiden in Sonic Mania Adventures selbstlos dabei, ihnen an Weihnachten eine Freude zu bereiten.

## Fähigkeiten
Amy ist sehr bemüht, Sonic und den anderen eine Hilfe zu sein, was ihr auf ihre Weise auch immer wieder gelingt. Zwar ist sie nicht so schnell wie Sonic, Tails oder
Knuckles, kann aber dennoch mithalten. So ist sie beispielsweise eine der spielbaren Charaktere in Sonic Adventure (1998), Sonic Advance (2001), Sonic Advance 2 (2002), Sonic Advance 3 (2004) oder Sonic Boom: Lyrics Aufstieg (2014), auch wenn sie nicht die Spin Attack ausführen kann, also nur über normale Sprünge verfügt, sodass sie sich auch im Sprung bei Gegnerkontakt verletzt. Hier kommt ihr Piko Piko Hammer zum Einsatz, den sie grundsätzlich bei sich trägt und bei Bedarf aus dem Nichts holen und verwenden kann. Mit diesem schlägt sie auf Gegner oder Itemboxen ein. So gelingt ihr in Sonic Adventure ganz allein der Sieg über den Roboter Zero. In Sonic Heroes (2003) ist sie die Anführerin von Team Rose neben Cream the Rabbit und Big the Cat. Jedoch gelingt Amy selbst mit den Chaos Emeralds keine Verwandlung.

## Synchronsprecher

### Japanische Synchronisation
Seit Amys erster Synchronisation bei Sonic Adventure (1998) ist Taeko Kawata die Stammsynchronstimme von Amy Rose. Mit Ausnahme von Sonic Shuffle (2000), als Amy einmalig von Emi Motoi gesprochen wurde, hat Taeko Kawata bis heute alle japanischen Videospiel- und Medienauftritte von Amy Rose synchronisiert.
| Japanische Synchronsprecher von Amy Rose | Japanische Synchronsprecher von Amy Rose | Japanische Synchronsprecher von Amy Rose | Japanische Synchronsprecher von Amy Rose |
| Zeitraum                                 | Synchronsprecher                         | Erstmals                                 | Letztmals                                |
| ---------------------------------------- | ---------------------------------------- | ---------------------------------------- | ---------------------------------------- |
| 2000                                     | Emi Motoi                                | Sonic Shuffle (2000)                     | Sonic Shuffle (2000)                     |
| seit 1998 bis heute                      | Taeko Kawata                             | Sonic Adventure (1998)                   | Sonic X Shadow Generations (2024)        |

### Englische Synchronisation
Amys erste, englische Videospielstimme war Jennifer Douillard in Sonic Adventure (1999 außerhalb Japans), Sonic Shuffle (2000), Sonic Adventure (2001), Sonic Heroes (2003) und Sonic Advance 3 (2004), zudem sollte es die einzige Synchronsprecherrolle überhaupt für Jennifer Douillard bleiben. In der TV-Serie Sonic X (2003–2005) wurde Lisa Ortiz als Amys Synchronstimme verpflichtet. Lisa Ortiz wurde daraufhin auch bei den Videospielauftritten eingesetzt, blieb ihrer Rolle bis 2010 treu und lieh Amy unter anderen in Spielen wie Shadow the Hedgehog (2005), Sonic Riders (2006), Sonic Rivals (2006), Sonic the Hedgehog (2006), Sonic und die Geheimen Ringe (2007), Mario & Sonic bei den Olympischen Spielen (2007), Sonic Riders: Zero Gravity (2008), Sonic Unleashed (2008) oder Sonic und der Schwarze Ritter (2009) ihre Stimme. Ab Sonic Free Riders (2010) und Sonic Colours (2010) wurde Amy von Cindy Robinson gesprochen, darunter in Sonic Generations (2011), Sonic Lost World (2013), in der Sonic Boom-TV-Serie (2014–2017) sowie in den dazugehörigen Videospielen, Sonic Forces (2017) und Sonic Frontiers (2022). In der Netflix-Serie Sonic Prime (2022–2024) wird Amy von Shannon Chan-Kent gesprochen.
| Englische Synchronsprecher von Amy Rose | Englische Synchronsprecher von Amy Rose | Englische Synchronsprecher von Amy Rose | Englische Synchronsprecher von Amy Rose |
| Zeitraum                                | Synchronsprecher                        | Erstmals                                | Letztmals                               |
| --------------------------------------- | --------------------------------------- | --------------------------------------- | --------------------------------------- |
| 1999–2004                               | Jennifer Douillard                      | Sonic Adventure (1998)                  | Sonic Advance 3 (2004)                  |
| 2003–2010                               | Lisa Ortiz                              | Sonic X (2003–2005)                     | Sonic & Sega All-Stars Racing (2010)    |
| 2022–2024                               | Shannon Chan-Kent                       | Sonic Prime (2022–2024)                 | Sonic Prime (2022–2024)                 |
| seit 2010 bis heute                     | Cindy Robinson                          | Sonic Free Riders (2010)                | Sonic X Shadow Generations (2024)       |

### Deutsche Synchronisation
In der TV-Serie Sonic X (2003–2005, deutsche Synchronisation 2004–2006) wurde Amy erstmals von Shandra Schadt, der deutschen Synchronsprecherin von beispielsweise Miley Cyrus, Elizabeth Olsen, Jessica Alba oder Anne Hathaway  gesprochen. Als ab 2011 erstmals Sonic-Videospiele auch deutsche Sprachausgabe erhielten, wurde Shandra Schadt auch weiterhin als Amy-Stimme eingesetzt, darunter in Sonic Generations (2011), Sonic Lost World (2013), Mario & Sonic bei den Olympischen Winterspielen Sotschi 2014 (2013), den Sonic Boom-Spielen sowie -Serie (2014–2017), Mario & Sonic bei den Olympischen Spielen Rio 2016 (2016) und Sonic Forces (2017).
Ab 2019 wurde Anna Gamburg die neue Stammsprecherin von Amy, die bisher in Team Sonic Racing (2019), Mario & Sonic bei den Olympischen Spielen Tokyo 2020 (2019), Sonic Frontiers (2022) und Sonic Prime (2022–2024) zum Einsatz kam.
| Deutsche Synchronsprecher von Amy Rose | Deutsche Synchronsprecher von Amy Rose | Deutsche Synchronsprecher von Amy Rose | Deutsche Synchronsprecher von Amy Rose |
| Zeitraum                               | Synchronsprecher                       | Erstmals                               | Letztmals                              |
| -------------------------------------- | -------------------------------------- | -------------------------------------- | -------------------------------------- |
| 2004–2017                              | Shandra Schadt                         | Sonic X (2003–2005)                    | Sonic Forces (2017)                    |
| seit 2019 bis heute                    | Anna Gamburg                           | Team Sonic Racing (2019)               | Sonic X Shadow Generations (2024)      |

## Videospielauftritte
Nachdem Amy erstmals im 1992 exklusiv in Japan erschienenen Manga Sonic the Hedgehog debütierte, feierte sie ihren Videospieleinstand mit Sonic the Hedgehog CD (1993), in dem sie von Metal Sonic entführt und von Sonic wieder gerettet wurde. Im Anschluss war sie eine der vier auswählbaren Fahrer in Sonic Drift (1994) und im Nachfolger Sonic Drift Racing (1995) für das Sega Game Gear. Als einer der Kämpfer in Sonic the Fighters (1996) wurde sie versehentlich als Rosy the Rascal betitelt, aber bereits bei ihrem Auftritt in Sonic R (1997) trug sie wieder den Namen Amy Rose und fuhr als einziges in ihrem Auto Wettrennen gegen die laufenden Mitstreiter wie Sonic aus.
Mit Sonic Adventure (1998) änderten sich Aussehen und Charakter von Amy, die als eine der sechs spielbaren Hauptcharaktere im Spiel weiterhin keine Gelegenheit verpasste, Sonic auf der Spur zu bleiben, jedoch auch den Vogel Birdie vor dem Roboter Zero rettete. Nach Sonic Shuffle (2000) war Amy in Sonic Adventure 2 (2001) zwar nicht mehr spielbar, begleitete aber die Spielcharaktere auf ihrem Abenteuer und konnte zum Finale des Spiels Shadow the Hedgehog bekehren und umstimmen, Sonic und den anderen in der Not zu helfen. In Sonic Advance (2001), Sonic Advance 2 (2002) und Sonic Advance 3 (2004) war Amy einer der spielbaren Charaktere, ebenso in Sonic Heroes, wo sie als Anführerin von Team Rose ihre Abenteuer zusammen mit Cream the Rabbit und Big the Cat erlebte. Amy stand Blaze the Cat in Sonic Rush (2005) und zunächst Silver the Hedgehog in Sonic the Hedgehog (2006) bei, war kurzzeitig auch für einen Abschnitt spielbar, musste zum Ende jedoch den Kuss zwischen Sonic und Prinzessin Elise mitansehen. Da wenig später alle Ereignisse ungeschehen gemacht wurden, wurden auch Amys Erinnerungen an den Kuss gelöscht.
Fortan blieb Amy in Spielen, in denen man aus mehreren Charakteren des Sonic-Universums wählte, fester Bestandteil, darunter die Sonic Riders-Serie (2006–2010), Mario & Sonic bei den Olympischen Spielen und alle Nachfolger (2007–2019) sowie Sonic & Sega All-Stars Racing und alle Nachfolger (2010–2019). In 3D-Hauptspielen wie Sonic Unleashed (2008), Sonic Generations (2011), Sonic Lost World (2013) oder Sonic Forces (2017) blieb Amy ein nicht spielbarer Nebencharakter, jedoch in Sonic Boom: Lyrics Aufstieg (2014) und Sonic Boom: Feuer & Eis (2016) zählte sie zu den spielbaren Charakteren mit individuellen Fähigkeiten. Auf 2D-Ebene fehlt Amy seither komplett, war aber in Sonic Origins (2022) in den neu animierten Zwischensequenzen in ihrer klassischen Gestalt wieder zu sehen. In Sonic Frontiers (2022) wurde Amy auf der Insel Kronos Island von Sonic gerettet und begleitete ihn dort, zudem ist Amy mit all ihren alternativen Varianten ein Hauptcharakter in der Netflix-Serie Sonic Prime (2022–2024).
| Videospielauftritte von Amy Rose | Videospielauftritte von Amy Rose                             | Videospielauftritte von Amy Rose                             | Videospielauftritte von Amy Rose |
| Jahr                             | Videospiel                                                   | Ursprüngliches System                                        | Rolle                            |
| -------------------------------- | ------------------------------------------------------------ | ------------------------------------------------------------ | -------------------------------- |
| 1993                             | Sonic the Hedgehog CD                                        | Sega Mega-CD                                                 | Nebencharakter                   |
| 1994                             | Sonic Drift                                                  | Sega Game Gear                                               | Spielbarer Charakter             |
| 1994                             | Sonic the Hedgehog’s Gameworld                               | Sega Pico                                                    | Nebencharakter                   |
| 1994                             | Gale Racer                                                   | Sega Saturn                                                  | Cameo-Gastauftritt               |
| 1995                             | Sonic Drift Racing                                           | Sega Game Gear                                               | Spielbarer Charakter             |
| 1995                             | Knuckles’ Chaotix                                            | Sega 32X                                                     | Cameo-Gastauftritt               |
| 1996                             | Sonic the Fighters                                           | Arcade                                                       | Spielbarer Charakter             |
| 1997                             | Sonic Jam                                                    | Sega Saturn                                                  | Cameo-Gastauftritt               |
| 1997                             | Sonic R                                                      | Sega Saturn                                                  | Spielbarer Charakter             |
| 1998                             | Sonic Adventure                                              | Sega Dreamcast                                               | Spielbarer Charakter             |
| 1999                             | Shenmue                                                      | Sega Dreamcast                                               | Cameo-Gastauftritt               |
| 2000                             | Sonic Shuffle                                                | Sega Dreamcast                                               | Spielbarer Charakter             |
| 2001                             | Sonic Adventure 2                                            | Sega Dreamcast                                               | Nebencharakter                   |
| 2001                             | Sonic Adventure 2 Battle                                     | Nintendo GameCube                                            | Spielbarer Charakter             |
| 2001                             | Sonic Advance                                                | Game Boy Advance                                             | Spielbarer Charakter             |
| 2001                             | Virtua Striker 3                                             | Nintendo GameCube, Arcade                                    | Cameo-Gastauftritt               |
| 2002                             | Sonic Mega Collection                                        | Nintendo GameCube                                            | Cameo-Gastauftritt               |
| 2002                             | Sonic Advance 2                                              | Game Boy Advance                                             | Spielbarer Charakter             |
| 2003                             | Sonic Pinball Party                                          | Game Boy Advance                                             | Nebencharakter                   |
| 2003                             | Sonic Adventure DX: Director's Cut                           | Nintendo GameCube, PC                                        | Spielbarer Charakter             |
| 2003                             | Sonic N                                                      | Nokia N-Gage                                                 | Spielbarer Charakter             |
| 2003                             | Sonic Battle                                                 | Game Boy Advance                                             | Spielbarer Charakter             |
| 2003                             | Sonic Heroes                                                 | Nintendo GameCube, PlayStation 2, Xbox                       | Spielbarer Charakter             |
| 2004                             | Sonic X: A Super Sonic Hero                                  | Game Boy Advance                                             | Kurzauftritt                     |
| 2004                             | Sonic Advance 3                                              | Game Boy Advance                                             | Spielbarer Charakter             |
| 2004                             | Sonic Mega Collection Plus                                   | PlayStation 2, Xbox, PC                                      | Spielbarer Charakter             |
| 2005                             | Sonic X                                                      | Leapfrog Leapster                                            | Kurzauftritt                     |
| 2005                             | Sonic Gems Collection                                        | Nintendo GameCube, PlayStation 2                             | Spielbarer Charakter             |
| 2005                             | Sonic Rush                                                   | Nintendo DS                                                  | Nebencharakter                   |
| 2005                             | Shadow the Hedgehog                                          | Nintendo GameCube, PlayStation 2, Xbox                       | Nebencharakter                   |
| 2006                             | Sonic Riders                                                 | Nintendo GameCube, PlayStation 2, Xbox, PC                   | Spielbarer Charakter             |
| 2006                             | Sonic the Hedgehog                                           | PlayStation 3, Xbox 360                                      | Spielbarer Charakter             |
| 2006                             | Sonic Rivals                                                 | PlayStation Portable                                         | Nebencharakter                   |
| 2006                             | Phantasy Star Universe                                       | PlayStation 2, Xbox 360, PC                                  | Cameo-Gastauftritt               |
| 2006                             | Puyo Puyo! 15th Anniversary                                  | Wii, Nintendo DS, PlayStation 2, PSP                         | Cameo-Gastauftritt               |
| 2007                             | Sonic und die Geheimen Ringe                                 | Wii                                                          | Nebencharakter                   |
| 2007                             | Mario & Sonic bei den Olympischen Spielen                    | Wii, Nintendo DS                                             | Spielbarer Charakter             |
| 2007                             | Sonic Rivals 2                                               | PlayStation Portable                                         | Cameo-Gastauftritt               |
| 2008                             | Super Smash Bros. Brawl                                      | Wii                                                          | Cameo-Gastauftritt               |
| 2008                             | Sonic Riders: Zero Gravity                                   | Wii, PlayStation 2                                           | Spielbarer Charakter             |
| 2008                             | Sega Superstars Tennis                                       | Wii, Nintendo DS, PlayStation 3, PlayStation 2, Xbox 360     | Spielbarer Charakter             |
| 2008                             | Sonic bei den Olympischen Spielen                            | Mobile                                                       | Spielbarer Charakter             |
| 2008                             | Sonic Chronicles: Die Dunkle Bruderschaft                    | Nintendo DS                                                  | Spielbarer Charakter             |
| 2008                             | Sonic Unleashed                                              | Wii, PlayStation 3, PlayStation 2, Xbox 360                  | Nebencharakter                   |
| 2009                             | Sonic und der Schwarze Ritter                                | Wii                                                          | Nebencharakter                   |
| 2009                             | Mario & Sonic bei den Olympischen Winterspielen              | Wii, Nintendo DS                                             | Spielbarer Charakter             |
| 2009                             | Sonic PC Collection                                          | PC                                                           | Spielbarer Charakter             |
| 2010                             | Sonic bei den Olympischen Winterspielen                      | Mobile                                                       | Spielbarer Charakter             |
| 2010                             | Sonic & Sega All-Stars Racing                                | Wii, Nintendo DS, PlayStation 3, PlayStation 2, Xbox 360, PC | Spielbarer Charakter             |
| 2010                             | Sonic Free Riders                                            | Xbox 360                                                     | Spielbarer Charakter             |
| 2010                             | Sonic Colours                                                | Wii, Nintendo DS                                             | Nebencharakter                   |
| 2011                             | Dreamcast Collection                                         | Xbox 360, PC                                                 | Spielbarer Charakter             |
| 2011                             | Puyo Puyo! 20th Anniversary                                  | Wii, Nintendo 3DS, Nintendo DS, PSP                          | Cameo-Gastauftritt               |
| 2011                             | Sonic Generations                                            | PlayStation 3, Xbox 360, PC, Nintendo 3DS                    | Nebencharakter                   |
| 2011                             | Mario & Sonic bei den Olympischen Spielen London 2012        | Wii                                                          | Spielbarer Charakter             |
| 2012                             | Sonic Jump (2012)                                            | Mobile                                                       | Spielbarer Charakter             |
| 2012                             | Sonic & All-Stars Racing Transformed                         | PS3, PlayStation Vita, Xbox 360, Wii U, 3DS, PC, Mobile      | Spielbarer Charakter             |
| 2013                             | Sonic Dash                                                   | Mobile                                                       | Spielbarer Charakter             |
| 2013                             | Puyopuyo!! Quest                                             | Mobile                                                       | Cameo-Gastauftritt               |
| 2013                             | Sonic Athletics                                              | Arcade                                                       | Spielbarer Charakter             |
| 2013                             | Sonic Lost World                                             | Wii U, Nintendo 3DS                                          | Nebencharakter                   |
| 2013                             | Mario & Sonic bei den Olympischen Winterspielen Sotschi 2014 | Wii U                                                        | Spielbarer Charakter             |
| 2014                             | Puyo Puyo Tetris                                             | PS4, PS3, PSVita, Nintendo Switch, Wii U, 3DS, Xbox 360, PC  | Cameo-Gastauftritt               |
| 2014                             | Sonic Jump Fever                                             | Mobile                                                       | Spielbarer Charakter             |
| 2014                             | Super Smash Bros. for Nintendo 3DS                           | Nintendo 3DS                                                 | Cameo-Gastauftritt               |
| 2014                             | Sonic Boom: Lyrics Aufstieg                                  | Wii U                                                        | Spielbarer Charakter             |
| 2014                             | Sonic Boom: Der zerbrochene Kristall                         | Nintendo 3DS                                                 | Nebencharakter                   |
| 2014                             | Super Smash Bros. for Wii U                                  | Wii U                                                        | Cameo-Gastauftritt               |
| 2015                             | Sonic Runners                                                | Mobile                                                       | Spielbarer Charakter             |
| 2015                             | Lego Dimensions                                              | PlayStation 4, PlayStation 3, Xbox One, Xbox 360, Wii U      | Nebencharakter                   |
| 2015                             | Sonic Dash 2: Sonic Boom                                     | Mobile                                                       | Spielbarer Charakter             |
| 2016                             | Mario & Sonic bei den Olympischen Spielen Rio 2016           | Wii U, Nintendo 3DS, Arcade                                  | Spielbarer Charakter             |
| 2016                             | Sonic Boom: Feuer & Eis                                      | Nintendo 3DS                                                 | Spielbarer Charakter             |
| 2017                             | Sonic Forces                                                 | PlayStation 4, Xbox One, Nintendo Switch, PC                 | Nebencharakter                   |
| 2017                             | Sonic Runners Adventure                                      | Mobile                                                       | Spielbarer Charakter             |
| 2017                             | Sonic Forces: Speed Battle                                   | Mobile                                                       | Spielbarer Charakter             |
| 2018                             | Sega Heroes                                                  | Mobile                                                       | Cameo-Gastauftritt               |
| 2018                             | Super Smash Bros. Ultimate                                   | Nintendo Switch                                              | Cameo-Gastauftritt               |
| 2019                             | Team Sonic Racing                                            | PlayStation 4, Xbox One, Nintendo Switch, PC                 | Spielbarer Charakter             |
| 2019                             | Sonic Racing                                                 | Mobile                                                       | Spielbarer Charakter             |
| 2019                             | Mario & Sonic bei den Olympischen Spielen Tokyo 2020         | Nintendo Switch, Arcade                                      | Spielbarer Charakter             |
| 2020                             | Sonic bei den Olympischen Spielen Tokyo 2020                 | Mobile                                                       | Spielbarer Charakter             |
| 2021                             | Lost Judgement                                               | PS5, PS4, Xbox Series, Xbox One, PC, Amazon Luna             | Cameo-Gastauftritt               |
| 2021                             | Minecraft                                                    | Bedrock-Version Modifikation                                 | Spielbarer Charakter             |
| 2022                             | Sonic Speed Simulator                                        | PS5, PS4, Xbox Series, Xbox One, PC, Mobile                  | Spielbarer Charakter             |
| 2022                             | Sonic Origins                                                | PS5, PS4, Xbox Series, Xbox One, Switch, PC                  | Gegner                           |
| 2022                             | Sonic Frontiers                                              | PS5, PS4, Xbox Series, Xbox One, Switch, PC, Amazon Luna     | Spielbarer Charakter (DLC)       |
| 2023                             | The Murder of Sonic the Hedgehog                             | PC                                                           | Hauptcharakter                   |
| 2023                             | Sonic Origins Plus                                           | Nintendo Switch, PS5, PS4, Xbox Series, Xbox One, PC         | Spielbarer Charakter             |
| 2023                             | Sonic Superstars                                             | Nintendo Switch, PS5, PS4, Xbox Series, Xbox One, PC         | Spielbarer Charakter             |
| 2023                             | Like a Dragon Gaiden: The Man Who Erased His Name            | PS5, PS4, Xbox Series, Xbox One, PC                          | Cameo-Gastauftritt               |
| 2023                             | Sonic Dream Team                                             | Apple Arcade                                                 | Spielbarer Charakter             |
| 2024                             | Super Monkey Ball: Banana Rumble                             | Nintendo Switch                                              | Spielbarer Charakter             |
| 2024                             | Fortress Saga: AFK RPG                                       | Mobile                                                       | Spielbarer Charakter             |
| 2024                             | Sonic X Shadow Generations                                   | Nintendo Switch, PS5, PS4, Xbox Series, Xbox One, PC         | Nebencharakter                   |
| 2025                             | Sonic Rumble                                                 | PC, Mobile                                                   | Spielbarer Charakter             |

## Film und Fernsehen
Amys Debüt im Fernsehen war ein Cameo-Gastauftritt in Malcolm mittendrin im Jahre 2000, als Malcolm und Stevie in der Folge „Ein Essen unter Freunden“ dabei zu sehen waren, wie sie das Videospiel Sonic R (1998) mit Sonic und Amy gegeneinander spielten. Ähnlich war es in Breaking Bad, als in mehreren Episoden deutlich gezeigt wurde, wie Sonic und Amy in Sonic & Sega All-Stars Racing gespielt wurden. In der 411. Episode von Die Simpsons im Jahre 2008 namens „Die wilden 90er“ ist zu sehen, wie Sonic mit einem serientypischen Ring Amy einen Heiratsantrag macht. In Episode 16 von Mad (2011) konkurriert Amy Rose neben anderen weiblichen Gaming-Charakteren wie Prinzessin Peach, Samus Aran, Lara Croft oder Misty aus Pokémon um den Titel der episodennamensgebenden Rolle der „Gaming's Next Top Princess“.
In Sonic X (2003–2005), Sonic Boom (2014–2017) und Sonic Prime (2022–2024) war Amy Rose eine der Hauptcharaktere, in der Regel in jeder Episode zu sehen und zeigte ihre charaktertypischen Eigenschaften. In Filmen des Paramount-Universums ist Amy Rose in der Mid-Credit-Szene des Kinofilms Sonic the Hedgehog 3 (2024) aufgetreten, was eine größere Rolle für Amy Rose im für das Jahr 2027 angekündigten, vierten Kinofilm suggeriert.
| Film- und Serienauftritte von Amy Rose | Film- und Serienauftritte von Amy Rose | Film- und Serienauftritte von Amy Rose    | Film- und Serienauftritte von Amy Rose |
| Jahr                                   | Film / Serie                           | Rolle                                     |                                        |
| -------------------------------------- | -------------------------------------- | ----------------------------------------- | -------------------------------------- |
| 2000                                   | Malcolm mittendrin                     | Cameo-Gastauftritt (Staffel 2, Episode 4) |                                        |
| 2003–2005                              | Sonic X                                | Hauptrolle                                |                                        |
| 2008                                   | Die Simpsons                           | Cameo-Gastauftritt (Episode 411)          |                                        |
| 2010–2013                              | Mad                                    | Cameo-Gastauftritt (in 6 Episoden)        |                                        |
| 2011, 2012                             | Breaking Bad                           | Cameo-Gastauftritte (Episoden 37 & 49)    |                                        |
| 2014–2017                              | Sonic Boom                             | Hauptrolle                                |                                        |
| 2022–2024                              | Sonic Prime                            | Hauptrolle                                |                                        |
| 2024                                   | Sonic the Hedgehog 3                   | Kurzauftritt                              |                                        |